# Google Sheets
Google Spreadsheets (Engels: Google Sheets) is een spreadsheetprogramma dat deel uitmaakt van de gratis Google Docs Editors-suite aangeboden door Google. De dienst omvat ook: Google Documenten, Google Presentaties, Google Tekeningen, Google Formulieren, Google Sites en Google Keep. Google Spreadsheets is beschikbaar als webapplicatie, mobiele app voor: Android, iOS, Microsoft Windows, BlackBerry OS en als desktopapplicatie op Google's Chrome OS. De app is compatibel met Microsoft Excel-bestandsindelingen. Met de app kunnen gebruikers online bestanden maken en bewerken terwijl ze live samenwerken met andere gebruikers. Bewerkingen worden bijgehouden middels een versiegeschiedenis. Men kan volgen wat andere gebruikers doen, doordat iedereen een cursor met een eigen kleur heeft. 

## Geschiedenis
Google Spreadsheets is ontstaan uit XL2Web, een spreadsheettoepassing in de browser ontwikkeld door 2Web Technologies, opgericht door Jonathan Rochelle en Farzad "Fuzzy" Khosrowshahi. XL2Web werd in 2006 overgenomen door Google en omgevormd tot Google Labs Spreadheets. Op 6 juni 2006 werd het gelanceerd als een test voor een beperkt aantal gebruikers, voor wie zich het snelste aanmeldde. De beperkte test werd later vervangen door een bètaversie die beschikbaar was voor alle Google-accounthouders, rond dezelfde tijd werd er een officieel persbericht uitgebracht. In maart 2010 verwierf Google het online document-samenwerkingsbedrijf DocVerse. DocVerse maakte online samenwerking met meerdere gebruikers mogelijk op Excel-compatibele documenten en andere Microsoft Office-indelingen zoals Microsoft Word en Microsoft PowerPoint. Verbeteringen op basis van DocVerse werden aangekondigd en geïmplementeerd in april 2010. In juni 2012 verwierf Google Quickoffice, een freeware productiviteitssuite voor mobiele apparaten. In oktober 2012 werd Google Spreadsheets omgedoopt tot Google Sheets.

## Platformen
Google Sheets is beschikbaar als een webapplicatie die wordt ondersteund in: Google Chrome, Microsoft Edge, Firefox, Internet Explorer en Safari-webbrowsers. Gebruikers hebben via de Google Drive-website gezamenlijk toegang tot alle spreadsheets, naast andere bestanden. In juni 2014 introduceerde Google een speciale homepagina voor Sheets die alleen bestanden bevat die met Sheets zijn gemaakt. In 2014 lanceerde Google een speciale mobiele app voor Sheets voor de mobiele besturingssystemen Android en iOS. In 2015 is de mobiele website voor Sheets bijgewerkt met een "eenvoudigere, meer uniforme" interface en op de mobiel kunnen bestanden op de web wel nog worden bekeken, maar worden gebruikers die proberen te bewerken omgeleid naar de mobiele app.

## Functies

### Bewerken

#### Samenwerkings- en versiegeschiedenis
Google Sheets dient als een samenwerkingstool voor het gezamenlijk in realtime bewerken van spreadsheets. Documenten kunnen door meerdere gebruikers tegelijk worden gedeeld, geopend en bewerkt en gebruikers kunnen wijzigingen zien terwijl andere medewerkers bewerkingen uitvoeren. Wijzigingen worden automatisch opgeslagen op de servers van Google en er wordt automatisch een versiegeschiedenis bijgehouden, zodat eerdere bewerkingen kunnen worden bekeken en hersteld. De cursors van alle bewerkers hebben hun eigen kleur, dus als een andere bewerker het juiste deel van een document bekijkt, kan je de bewerkingen van andere gebruikers live zien. Met een chatfunctie in de zijbalk kunnen bijdragers bewerkingen bespreken. De versiegeschiedenis maak het mogelijk om precies te zien wie welke aanpassingen heeft gedaan. Bestanden kunnen worden geëxporteerd en gedownload in verschillende formaten, zoals PDF en Office Open XML.

#### Verkennen
"Explore", gelanceerd voor de hele Drive-suite in september 2016, is een set aan extra functies gebaseerd op machine learning. In Google Sheets kunnen gebruikers met Explore vragen stellen, zoals 'Hoeveel eenheden zijn er op Black Friday verkocht?' en Explore geeft het antwoord terug, zonder dat de gebruiker kennis van formules nodig heeft. In juni 2017 breidde Google de Explore-functie in Google Sheets uit om automatisch grafieken te maken en gegevens te visualiseren, en in december breidde Google deze opnieuw om automatisch draaitabellen te kunnen maken. In oktober 2016 kondigde Google de toevoeging van 'Action-items' voor Sheets aan. Als een gebruiker een taak binnen een blad toewijst, wijst de service die actie op intelligente wijze toe aan de aangewezen gebruiker. Google stelt dat dit het voor andere medewerkers gemakkelijker zal maken om te visualiseren wie verantwoordelijk is voor een taak. Wanneer een gebruiker Google Drive of Sheets bezoekt, worden alle bestanden met taken die aan hem zijn toegewezen, gemarkeerd met een badge. In maart 2014 introduceerde Google add-ons; nieuwe tools van externe ontwikkelaars die meer functies voor Google Spreadsheets toevoegen.

#### Offline bewerken
Om spreadsheets offline op een computer te bekijken en te bewerken, moeten gebruikers een webrowser gebruiker dat gebaseerd is op Google Chromium (bijv. Google Chrome, Microsoft Edge). Met een Chrome-extensie, Google Docs Offline, kunnen gebruikers offline ondersteuning voor Sheets en andere Drive-suitebestanden inschakelen op de Google Drive-website. De Android- en iOS-apps ondersteunen native offline bewerking.

### Bestanden

#### Ondersteunde bestandsindelingen en cellenlimiet
Bestanden in de volgende indelingen kunnen worden bekeken en geconverteerd naar de Sheets-indeling: .xls (indien nieuwer dan Microsoft Office 95), .xlsx, .xlsm, .xlt, .xltx, .xltm .ods, .csv, .tsv, . txt en .tab De totale documentgrootte is beperkt tot 10 miljoen cellen.

### Google Workspace
De Sheets-app en de rest van de Google Documenten Editors-suite zijn gratis te gebruiken voor privegebruik, maar Sheets is ook beschikbaar als onderdeel van de zakelijke Google Workspace-service (voorheen G Suite) van Google, een maandelijks abonnement met extra bedrijfsgerichte functionaliteiten.

### Integratie met grafieken en Wikipedia
Sheets kan Google Charts maken en heeft een plug-in die integratie met Wikipedia mogelijk maakt.

### Andere functionaliteit
Er is een eenvoudig hulpmiddel voor zoeken en vervangen beschikbaar. De service bevat een webklembordtool waarmee gebruikers inhoud kunnen kopiëren en plakken tussen Google Spreadsheets en Google Documenten, Google Presentaties en Google Tekeningen. Het webklembord kan ook worden gebruikt voor het kopiëren en plakken van inhoud tussen verschillende computers. Gekopieerde items worden maximaal 30 dagen opgeslagen op de servers van Google. Google biedt een extensie voor de Google Chrome-webbrowser genaamd Office-bewerken voor Docs, Sheets en Presentaties waarmee gebruikers Microsoft Excel-documenten in Google Chrome kunnen bekijken en bewerken via de Google Sheets-app. De extensie kan worden gebruikt voor het openen van Excel-bestanden die op de computer zijn opgeslagen met Chrome, maar ook voor het openen van bestanden die op internet worden aangetroffen (in de vorm van e-mailbijlagen, zoekresultaten op internet, enz.) zonder ze te hoeven downloaden. De extensie is standaard geïnstalleerd op Chrome OS.
Google Cloud Connect was een plug-in voor Microsoft Office 2003, 2007 en 2010 die elk Excel-document automatisch kon opslaan en synchroniseren met Google Sheets (vóór de introductie van Drive). Elke keer dat het Microsoft Excel-bestand werd opgeslagen, werd de onlinekopie automatisch bijgewerkt. Microsoft Excel-bestanden konden offline worden bewerkt en later online worden gesynchroniseerd. Google Cloud Connect handhaafde eerdere Microsoft Excel-documentversies en stond meerdere gebruikers toe om samen te werken door tegelijkertijd aan hetzelfde document te werken. Google Cloud Connect is echter per 30 april 2013 stopgezet, omdat Google Drive volgens Google alle bovenstaande taken "met betere resultaten" vervult.
Terwijl Microsoft Excel een schrikkeljaarfout maakt bij het jaar 1900, 'repareert' Google Sheet deze fout door alle datums vóór 1 maart 1900 te verhogen, dus het formatteren van "0" als een datum geeft 30 december 1899 terug. Terwijl Excel "0" interpreteert als 31 december 1899 en dit laat zien als 0 januari 1900.